# Quoin Island National Park
Quoin Island National Park är en park i Australien. Den ligger i delstaten Queensland, omkring 1 900 kilometer nordväst om delstatshuvudstaden Brisbane.
Trakten är glest befolkad. Det finns inga samhällen i närheten.